# يوم العظالي
يوم العظالي ويعرف أيضاً بيوم أعشاش و يوم الأفاقة و يوم الإياد و يوم مليحة وهذه جميعها مواضع في بلاد بني يربوع بن حنظلة بن مالك من بني تميم في شرقي منطقة حائل في شمال نجد، وهو أحد أيام العرب قبل الإسلام، وكان بين بني يربوع من تميم من جهة وبين بكر بن وائل ومعهم الأساورة الفرس وهم جنود في الإمبراطورية الفارسية الساسانية، وانتهت المعركة بانتصار بني يربوع التميميين وقتلوا عدداً من سادة بكر بن وائل ومنهم مفروق بن عمرو الشيباني، ومقاعس الشيباني، وزهير بن الحزوز الشيباني وأخوه عمرو بن الحزوز، والهيش بن مقعاس الشيباني، وعمير بن وداك، والضريس الشيباني، وأستطاع بسطام بن قيس الهروب والنجأة بعد هزيمة قومه.

## المعركة
كانت قبائل بني يربوع بن حنظلة بن مالك بن زيد مناة بن تميم تعترض قوافل الفرس التي تمر في بلادهم، فجهز الفرس خصومهم من بني بكر بن وائل بالمال والسلاح، وأمدوهم بثلاثمائة مقاتل من الأساورة الفرس أمدهم بها عامل كسرى على عين التمر، فأقبلوا في جيشٍ كبير إلى حزن بني يربوع حتى نزلوا في هضبة الخصي ، وكانت قبائل بني يربوع متفرقين في بلادهم، فكان بنو سليط في الحديقة، وبنو عُتَيبة وبنو عبيد بن ثعلبة في روضة الثمد، فأشار بسطام بن قيس سيد بكر بن وائل على أصحابه أن يغيروا على بني سليط وهم أقرب أحياء بني يربوع لهم ويعود بذلك النصر، فعصاه قومه ومن معهم وقالوا وما يغني عنا بني سليط ! طمعاً في الغنائم، فسار الجيش وهاجموا بني سليط في الحديقة، وعلم بهم أُسَيد بن حناءة السليطي اليربوعي، فسار إلى قبائل بني يربوع وصاح بهم يآل يربوع، فتجمعت تلك القبائل إلى الحديقة، وصارت إمدادات بني يربوع تصل إلى الحديقة، فأقتتلوا قتالاً شديداً، فُقَتل من بكر بن وائل والأساورة مقتلة كبيرة، وقتل زعيمهم مفروق بن عمرو الشيباني في اخرين من فرسان ورؤساء بكر ، وهرب بسطام بن قيس، فلحقت به فرسان بني يربوع ولم يقدروا عليه وفاتهم، فقال العوام الشيباني يهجو بسطام ويعيره فراره ويذكر مصارع قومه: